# 李映庚

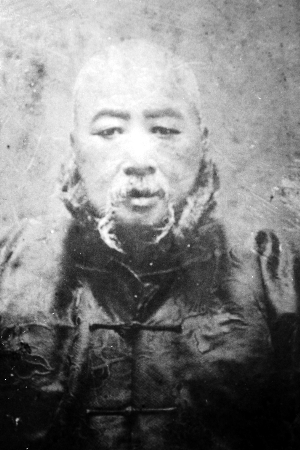
李映庚

李映庚（1845年—1916年11月15日），字耀西，一字啸溪，回族，祖籍江苏灌云县，生于江苏沭阳县县城，清末民初官员，中国近现代军乐的创始人。

## 生平
李映庚自幼博学，熟悉昆曲、京剧、音律。光绪十五年（1889年），李映庚中进士。后来他曾历任永平府、正定府、大名府、天津府、保定府、邢州府等七个府的知府。在任天津府知府期间，他于1896年自西欧购买了一批钢管乐器，在新军创办了一个军乐队，并且在天津设立了军乐传习所，李映庚兼任所长。1905年农历正月，李映庚通过化简昆曲曲牌，运用昆曲表演中的同场唱法，创作出了十几阕军歌。1909年，他写出了《军乐稿》四卷，并石印出版。这是中国近现代第一部军乐专著。
中华民国成立后，他曾任肃政厅肃政史。民国四年（1915年）袁世凯称帝，李映庚曾经作为肃政史上书谏止，但未被采纳，遂辞官回沭阳。此后他被公推为沭阳县农会会长，任内制定了“整治沭河方案”，但方案尚未实施，李映庚便在1916年11月15日逝世。